# Home and Dry
«Home And Dry» — сингл британской поп-группы Pet Shop Boys, выпущенный в 2002 году и достигший четырнадцатого места в британском музыкальном чарте. Один из бисайдов к синглу — песня «Sexy Northerner» — была выпущена синглом в США и достигла пятнадцатого места в чарте Hot Dance Club Play.

## Список композиций

### UK CD Single (Parlophone)
1. «Home And Dry» (4:21)
2. «Sexy Northener» (3:40)
3. «Always» (5:03)

### UK CD Single 2 (Parlophone)
1. «Home And Dry» (Ambient Mix) (5:29)
2. «Break 4 Love» (UK Radio Edit) (with Peter Rauhoffer) (3:29)
3. «Break 4 Love» (Friburn And Ulrik Hi Pass Mix) (7:37)

### UK DVD Single (Parlophone)
1. «Home And Dry» (Video)
2. «Nightlife» (3:56)
3. «Break 4 Love» (USA Club Mix) (9:52)

## Высшие позиции в чартах
| Страна                         | Место |
| ------------------------------ | ----- |
| Япония                         | 1     |
| Дания                          | 4     |
| Италия                         | 9     |
| Германия                       | 12    |
| Финляндия                      | 13    |
| Великобритания                 | 14    |
| Швейцария                      | 37    |
| Швеция                         | 44    |
| Австрия                        | 47    |
| Нидерланды                     | 51    |
| Франция                        | 96    |
| США (чарт Hot Dance Club Play) | 44    |